# Atlantagrotis hemileuca
Atlantagrotis hemileuca är en fjärilsart som beskrevs av Köhler 1961. Atlantagrotis hemileuca ingår i släktet Atlantagrotis och familjen nattflyn. Inga underarter finns listade i Catalogue of Life.